# Cure Bowl 2020
Match précédent Match suivant
Le Cure Bowl 2020 est un match de football américain de niveau universitaire qui sera joué après la saison régulière de 2020, le 26 décembre 2020 au Camping World Stadium de Orlando dans l'État de Floride aux États-Unis. 
Il s'agira de la 6e édition du Cure Bowl.
Le match met en présence l'équipe indépendante des Flames de Liberty et l'équipe des Chanticleers de Coastal Carolina issue de la Sun Belt Conference.
Il devrait débuter vers 19 h 30 locales et sera retransmis à la télévision par ESPN.
Sponsorisé par la société FBC Mortgage, le match est officiellement dénommé le 2020 FBC Mortgage Cure Bowl. 
Liberty gagne le match sur le score de 37 à 34 en prolongation.

## Présentation du match
Il s'agit de la 15e rencontre entre ces deux équipes lesquelles furent jouées avant 2018 lorsque ces programmes étaient membres de la NCAA Division I FCS. Les deux équipes sont à égalité dans cette série (7-7). 
| Équipes                                                                     | Conférences | Entraîneurs         | Stats. saison rég. | Classements avant le bowl | Classements avant le bowl | Classements avant le bowl |
| --------------------------------------------------------------------------- | ----------- | ------------------- | ------------------ | ------------------------- | ------------------------- | ------------------------- |
| Équipes                                                                     | Conférences | Entraîneurs         | Stats. saison rég. | CFP                       | AP                        | Coaches                   |
| Flames de Liberty                                                           | Ind.        | Hugh Freeze (en)    | 9 - 1              | NC                        | no 23                     | no 23                     |
| Chanticleers de Coastal Carolina                                            | Sun Belt    | Jamey Chadwell (en) | 11 - 0             | no 12                     | no 9                      | no 11                     |
| - Équipe donnée favorite par les bookmakers : Coastal Carolina par 6 points |             |                     |                    |                           |                           |                           |

### Flames de Liberty
Avec un bilan global en saison régulière de 9 victoires et 1 défaites, Liberty, équipe indépendante, est éligible et accepte l'invitation pour participer au Cure Bowl de 2020.
À l'issue de la saison 2020 (bowl non compris), ils n'apparaissent pas au classement du CFP mais sont classés no 23 aux classements AP et Coaches.
C'est leur 2e participation au Cure Bowl et le second bowl de leur histoire depuis qu'ils ont intégré en 2018 la NCAA Dividion I FBS :
| Saisons | Dates            | Vainqueurs | Scores  | Finalistes       | Bilan     |
| ------- | ---------------- | ---------- | ------- | ---------------- | --------- |
| 2019    | 21 décembre 2019 | Liberty    | 23 - 16 | Georgia Southern | V : 1 - 0 |

| Postes      | Joueurs      | Statistiques                                                      |
| ----------- | ------------ | ----------------------------------------------------------------- |
| Quarterback | Malik Willis | 151/236 passes réussies pour 2 040 yards, 20 TDs, 4 interceptions |
| Coureur     | Malik Willis | 120 courses pour 807 yards nets gagnés et 10 TDs                  |
| Receveur    | DJ. Stubbs   | 33 réceptions pour 455 yards et 3 TDs                             |

### Chanticleers de Coastal Carolina
Avec un bilan global en saison régulière de 11 victoires sans défaite (8-0 en matchs de conférence), Coastal Carolina est éligible et accepte l'invitation pour participer au Cure Bowl de 2020. 
Ils terminent 1er de la East Division de la Sun Belt Conference. La finale de conférence n'est pas jouée à la suite de la pandémie de Covid-29.
Ils ont battu en saison régulière deux équipes classées dans le Top25 du CFP soit BYU et Louisiana leur infligeant par ailleurs, leur seule défaite de la saison.
À l'issue de la saison 2020 (bowl non compris), ils seront classés no 12 au classement CFP, no 9 au AP et no 11 au Coaches.
C'est leur première apparition au Cure Bowl et le premier bowl de leur histoire depuis qu'ils ont intégré la NCAA Dividion I FBS en 2017.
| Postes      | Joueurs        | Statistiques                                                      |
| ----------- | -------------- | ----------------------------------------------------------------- |
| Quarterback | Grayson McCall | 151/218 passes réussies pour 2 170 yards, 23 TDs, 2 interceptions |
| Coureur     | C.J. Marable   | 162 courses pour 844 yards nets gagnés et 12 TDs                  |
| Receveur    | Jaivon Heiligh | 52 réceptions pour 820 yards et 10 TDs                            |